# Municipio de High Point (Carolina del Norte)
High Point Township es un municipio del condado de Guilford, Carolina del Norte, Estados Unidos. Según el censo de 2020, tiene una población de 83 427 habitantes.
Es una subdivisión exclusivamente geográfica, por cuanto el estado de Carolina del Norte no utiliza la herramienta de los townships como municipios.

## Geografía
La subdivisión está ubicada en las coordenadas 35°58′23″N 79°59′43″O / 35.97306, -79.99528 (35.973028, -79.995284).